# Thomas N. Tentler
Thomas Nathaniel Tentler (* 25. Oktober 1932 in Evanston (Illinois); † 21. Juli 2021 in Washington, D.C.) war ein US-amerikanischer Historiker.

## Leben
Tentler wurde in Illinois geboren und begann 1950 ein Studium an der Harvard University. Er erwarb 1954 den A.B. (Erasmus and the Sacraments, magna cum laude), 1955 den A.M. und 1961 den Ph.D. (The problem of anxiety and preparation for death in Luther, Calvin, and Erasmus). Nach zwei Jahren als Dozent am Massachusetts Institute of Technology trat er 1963 der Fakultät für Geschichte der University of Michigan in Ann Arbor als Assistenzprofessor bei. 1971 wurde er außerordentlicher Professor und 1977 zum Professor. Nach seiner Pensionierung dort im Jahr 2000 zog er nach Washington, D.C., wo seine Frau Leslie Woodcock Tentler seit 1998 als ordentliche Professorin für amerikanische katholische Geschichte an der Fakultät für Geschichte angestellt war.

## Forschungsschwerpunkt
Thomas N. Tentler spezialisierte sich auf europäische Mittelalterforschung, insbesondere die Geschichte des Spätmittelalters und der Reformation. Seine 1977 erschienene Monographie Sin and Confession on the Eve of the Reformation wurde zu einem grundlegenden Werk der Sozialgeschichte des Mittelalters. Das Werk setzt sich mit den Wirkweisen der Beichte sowohl in der Praxis als auch in der Theorie auseinander. Es analysiert, was die Beichtenden und die Beichtväter glauben, tun, fühlen, sagen und beabsichtigen sollten. Es beleuchtet die Mentalität und Erfahrung, die die Reformatoren angriffen und die Gegenreformer verteidigten.

## Schriften (Auswahl)
- Sin and confession on the Eve of the Reformation. Princeton 1977, ISBN 0-691-07219-1. Rezension